# Mayra Alejandra
Mayra Alejandra Rodríguez Lezama, plus connue sous le nom de Mayra Alejandra, est une actrice vénézuélienne, née à Caracas le 7 mai 1958 et morte dans la même ville le 17 avril 2014. Elle est principalement connue pour ses rôles dans des telenovelas.

## Filmographie
Telenovelas
- Valentina (1975) - Mayrita
- Angélica (1975) - Angélica
- Carolina (1976) - Carolina Villacastín
- Tormento (1977) - Ampáro
- La hija de Juana Crespo (1977) - Diana Crespo
- Residencia de Señoritas (1977) - Violeta
- Piel de zapa (1978) - Paulina
- Mariela Mariela (1978)- Mariela
- El Ángel Rebelde (1979) - María Soledad
- El esposo de Anaís (1980) - Anaís
- Rosa Campos, Provinciana (1980) - Rosa Campos
- Amada mía (1981) - Amada
- Luisana mía (1981) - Luisana Narval
- Jugando a vivir (1982) - Victoria
- Capriccio e passione (1983)
- Marta y Javier (1982) - Marta Galbán
- Bienvenida Esperanza (1983) - Esperanza Acuña
- Leonela (1983) - Leonela Ferrari
- Miedo al amor (1984) - Leonela Ferrari
- Mujer comprada (1986) - Angélica Villar
- Valeria (1987) - Valeria Montiel
- La mujer prohibida (1991) - Irene Rivas
- Amor de papel (1993) - Adela
- Hechizo de amor (2000) - Raquela
- Estrambótica Anastasia (2004) - Yolanda Paz
- Con toda el alma (2005) - Isabel
- Camaleona (2007) - Amapola Rivas
- Harina de otro costal (2010) - Carmencita

## Source et références
- (es) Cet article est partiellement ou en totalité issu de l’article de Wikipédia en espagnol intitulé « Mayra Alejandra » (voir la liste des auteurs).

1. ↑  (es) Murió la actríz venezolana Mayra Alejandra - Últimas Noticias